# Statius Gellius
Statius Gellius war ein Ende des 4. Jahrhunderts v. Chr. lebender Feldherr der Samniten. Der römische Geschichtsschreiber Titus Livius bezeichnet ihn als Statius Gellius, der sizilisch-griechische Historiker Diodor hingegen als Gellios Gaios, welche letztere Schreibweise aber nach der Ansicht des Althistorikers Friedrich Münzer falsch ist und in die von Livius angegebene Namensform zu korrigieren sei.
Statius Gellius führte 305 v. Chr. ein Samnitenheer in der Schlacht bei Bovianum an, erlitt aber gegen die römischen Konsuln Lucius Postumius Megellus und Tiberius Minucius Augurinus eine gänzliche Niederlage und fiel selbst in die Hände der Römer, die anschließend Bovianum eroberten. Durch diesen entscheidenden Sieg konnten die Römer den Zweiten Samnitenkrieg zu ihren Gunsten entscheiden. Das weitere Schicksal des gefangenen Statius Gellius ist nicht überliefert.